# Fate/type Redline
Fate/type Redline (帝都聖杯奇譚 Fate/type Redline) est une série de manga écrite et illustrée par Ryouji Hirano, basée sur l'univers de la franchise Fate de TYPE-MOON. Le manga est publié depuis le 20 décembre 2019 et est toujours en cours de parution.

## Contexte
Fate/type Redline est une réinterprétation plus sombre et sérieuse de Fate/KOHA-ACE, un manga parodique. Si la majorité des Servants de Fate/KOHA-ACE sont repris, les Masters, eux, sont complètement nouveaux dans Fate/type Redline.

## Synopsis
L'histoire de Fate/type Redline est indépendante des autres œuvres de la franchise Fate. Elle suit Kanata Akagi, un jeune homme issu d'une famille de mages en déclin. Ayant renoncé à la magie pour mener une vie normale, il découvre un artefact magique sous forme de sablier dans les affaires de sa grand-mère décédée, qui le transporte 75 ans dans le passé. Ignorant tout de la Guerre du Saint Graal (聖杯 戦争, Seihai Sensō) et des Servants, Kanata invoque accidentellement le Servant de classe Saber, Okita Sōji, et se retrouve impliqué dans une bataille surnaturelle dans la capitale impériale de Tokyo.

## Personnages

### Personnages principaux
Kanata Akagi : Protagoniste et Master de Saber. Adolescent de l'ère Reiwa (2020) transporté dans le passé.
Tsukumo Fujimiya : Représentante de l'église censée invoquer Saber, interrompue par l'invocation de Kanata.
Saber : Okita Sōji, Servant de Kanata, qui, comme Artoria Pendragon dans Fate/stay night, présente un genre différent de l'Okita Sōji historique.

### Masters

#### Armée Impériale japonaise
Kaname Asama : Master de Archer, membre de la marine impériale japonaise.
Major Reiji Magatsu : Master de Berserker, membre de l'armée impériale japonaise.

#### Troisième Reich allemand
Master de Caster : Identité inconnue.
Major Reiter : Master de Assassin, major féminin du Troisième Reich.
Officier sans nom : Master de Lancer, officier masculin du Troisième Reich.

#### Indépendants
Lanlan Fang : Master de Lancer, mage chinoise surnommée "Rat de Feu (火鼠)" dans le milieu criminel de Shanghai.

### Servants
Archer : Oda Nobunaga
Lancer (Officier sans nom) : Held Krieger
Lancer (Lanlan Fang) : Li Shuwen
Rider : Sakamoto Ryouma et Oryou
Caster : Démon de Maxwell
Assassin : Okada Izō
Berserker : Mori Nagayoshi

### Autres
M. Fujimiya : Père de Kanata Akagi et fils de Tsukumo Fujimiya
Yan : Épéiste engagé par un gang de Shangai
Toyotomi Hideyoshi : Apparition en caméo, combattant Nagao Kagetora
Nagao Kagetora : Apparition en caméo, combattant Toyotomi Hideyoshi